# Monks Horton
Monks Horton – wieś i civil parish w Anglii, w Kent, w dystrykcie Folkestone and Hythe. W 2001 civil parish liczyła 95 mieszkańców. Monk's Horton jest wspomniana w Domesday Book (1086) jako Hortone/un.